# Júda ben Sámuel há-Chászid
Júda ben Sámuel há-Chászid, vagy egyszerűen csak a Jámbor Júda (héberül: יהודה החסיד), (Speyer, 1140/1150 körül – Regensburg, 1217. február 22.) középkori német területen működő zsidó misztikus hittudós.
Regensburgban élt és működött. Valláserkölcsi műve, Széfer Khaszidim ('Jámborok könyve') a középkori zsidó etikai irodalom egyik legjelentősebb alkotása. Jelen van benne ugyanakkor a misztika, és több korabeli tévhit, babona is belekerült. A könyv később többszörösen átdolgozott formában, Széfer Ha-Kábód címen vált ismertté.

## Magyar nyelvű fordítások
Júda ben Sámuel teljes életműve mindezideig nem rendelkezik magyar nyelvű fordítással. Kisebb szemelvények jelentek meg műveiből:
- Frisch Ármin: Szemelvények a Biblia utáni zsidó irodalomból, Pallas Irodalmi és Nyomdai Rt., Budapest, 1906 (reprint kiadás: Auktor Könyvkiadó, Budapest, 1993, ISBN 963-7780-24-6, 413 p), 286–289. oldal
- Scheiber Sándor: A feliratoktól a felvilágosodásig – Kétezer év zsidó irodalma (Zsidó irodalomtörténeti olvasmányok), Múlt és Jövő Lap- és Könyvkiadó, Budapest, 1997, ISBN 963 85697 4 3, 217–218. o.